# Campionati europei juniores di scherma 2003
I Campionati europei juniores di scherma del 2003 (2003 European Juniors Fencing Championships) sono stati organizzati dalla Confederazione europea di scherma e si sono svolti a Parenzo, in Croazia, dal 4 al 9 novembre 2003.
Nel fioretto, si sono aggiudicati il titolo di campione europeo il russo Renal Ganeev, che ha battuto in finale l'italiano Giuseppe Alongi, e la tedesca Carolin Wutz che ha avuto la meglio sulla russa Aida šanayeva.
Nella spada lo sloveno Attila Ersek ha battuto in finale l'ucraino Ihor Rejzlin, mentre tra le donne la rumena Ana Maria Brânză ha superato la connazionale Loredana Iordachioiu.
Nella sciabola il magiaro Balázs Lontay ha prevalso sul bielorusso Aljaksandr Bujkevič, mentre la russa Sofia Velikaya ha battuto la tedesca Sybille Klemm.
Nei campionati europei juniores a squadre maschili, la nazionale russa ha prevalso nella finale del fioretto contro l'Italia, mentre la nazionale italiana ha vinto nella spada contro la formazione tedesca, ed infine la nazionale ucraina ha avuto la meglio sulla compagine tedesca nella sciabola.
Nei campionati europei juniores a squadre femminili, la nazionale russa ha prevalso nella finale del fioretto contro l'Italia, la Romania ha vinto nella spada contro la compagine italiana, ed infine la formazione russa ha avuto la meglio sulla nazionale ucraina nella sciabola.

## Podi

### Uomini
| Specialità  | Oro                                                                   | Argento                                                                       | Bronzo                                                                           |
| Individuali |                                                                       |                                                                               |                                                                                  |
| Fioretto    | Renal Ganeev                                                          | Giuseppe Alongi                                                               | Virgil Sălișcan Krysztof Pietrusiak                                              |
| Spada       | Attila Ersek                                                          | Ihor Rejzlin                                                                  | Marek Baczek Robin Dederding                                                     |
| Sciabola    | Balázs Lontay                                                         | Aljaksandr Bujkevič                                                           | Franz Boghicev Dmytro Bojko                                                      |
| A squadre   |                                                                       |                                                                               |                                                                                  |
| Fioretto    | Russia Renal Ganeev Roustem Nassiboulline Artëm Sedov Aleksandr Jakin | Italia Andrea Baldini Giuseppe Alongi Saverio Laiacona Alessandro Meringolo   | Polonia Stanisław De Bazelaire Michał Majewski Lukasz Mandes Krysztof Pietrusiak |
| Spada       | Italia Stefano Vogna Andrea Ufficiali Michele Bino Roberto Felli      | Germania Thorsten Bayer Michael Buchbender Steffen Launer Sascha Ludwikowski  | Polonia Michał Adamek Marek Baczek Karol Kostka Krzysztof Mikołajczak            |
| Sciabola    | Ucraina Dmytro Bojko Jurij Hurin Jurij Prychodko Oleh Šturbabin       | Germania Franz Boghicev Sebastian Flegler Björn Hübner-Fehrer Nicolas Limbach | Ungheria Csanád Gémesi Balázs Lontay Pál Nagy Zsolt Nagy                         |

### Donne
| Specialità  | Oro                                                                                | Argento                                                                              | Bronzo                                                                          |
| Individuali |                                                                                    |                                                                                      |                                                                                 |
| Fioretto    | Carolin Wutz                                                                       | Aida Šanaeva                                                                         | Benedetta Durando Katarzyna Kryczało                                            |
| Spada       | Ana Maria Brânză                                                                   | Loredana Iordachioiu                                                                 | Bianca Del Carretto Daphné Cramer                                               |
| Sciabola    | Sof'ja Velikaja                                                                    | Sybille Klemm                                                                        | Olena Chomrova Ekaterina D'jačenko                                              |
| A squadre   |                                                                                    |                                                                                      |                                                                                 |
| Fioretto    | Russia Julija Birjukova Viktorija Nikišina Polina Repina Aida Šanaeva              | Italia Benedetta Durando Carlotta Gottardelli Marta Cammilletti Serena Teo           | Germania Maria Bartkowski Sandra Bingenheimer Carolin Golubytskyi Martina Zacke |
| Spada       | Romania Ana Maria Brânză Loredana Iordachioiu Madalina Alexa Iordachioiu Oana Puiu | Italia Bianca Del Carretto Francesca Quondamcarlo Alice Ansaldo Nathalie Moellhausen | Ucraina Ol'ha Hrabova Tetjana Novakovs'ka Olena Rejzlina Jana Šemjakina         |
| Sciabola    | Russia Ekaterina D'jačenko Sof'ja Velikaja Svetlana Verteleckaja Veronika Danilova | Ucraina Olena Chomrova Ol'ha Kiseleva Darija Nedaškovs'ka Halyna Pundyk              | Ungheria Veronika Gergácz Georgina Kerecsenyi Dóra Varga Anna Vécsei            |